# Haute-Avesnes
Haute-Avesnes is een gemeente in het Franse departement Pas-de-Calais (regio Hauts-de-France) en telt 381 inwoners (2004). De plaats maakt deel uit van het arrondissement Arras.

## Geografie
De oppervlakte van Haute-Avesnes bedraagt 4,0 km², de bevolkingsdichtheid is 95,3 inwoners per km².
De onderstaande kaart toont de ligging van Haute-Avesnes met de belangrijkste infrastructuur en aangrenzende gemeenten.

## Demografie
Onderstaande figuur toont het verloop van het inwonertal (bron: INSEE-tellingen).